# Antrodiella
Antrodiella Ryvarden & I. Johans. (jamkóweczka) – rodzaj grzybów z rodziny ząbkowcowatych (Steccherinaceae).

## Charakterystyka
Grzyby kortycjoidalne o owocniku rozpostartym lub siedzącym, w stanie świeżym woskowatym i miękkim, po wysuszeniu gęstym i twardym. Hymenofor porowaty, pory całe, drobne, o barwie od ochrowej do słomkowej, rurki tej samej barwy. Kontekst o barwie od białej do jasnosłomkowej. System strzępkowy dimityczny, strzępki generatywne ze sprzążkami, strzępki szkieletowe przeważnie wąskie, szkliste, grubościenne do pełnych, zwykle nierozgałęzione, rzadko z kilkoma rozproszonymi odgałęzieniami. U niektórych gatunków są cystydy. Podstawki maczugowate z 4-sterygmami i sprzążką bazalną. Bazydiospory małe, rzadko powyżej 5 μm, kuliste, elipsoidalne do kiełbaskowatych, cienkościenne, szkliste i nieamyloidalne.
Najbardziej charakterystyczne cechy Antrodiella to konsystencja; woskowata u świeżych owocników, gęsta i twarda w eksykatach.

## Systematyka i nazewnictwo
Pozycja w klasyfikacji według Index Fungorum
Steccherinaceae, Polyporales, Incertae sedis, Agaricomycetes, Agaricomycotina, Basidiomycota, Fungi.
Synonim
Frantisekia Spirin & Zmitr. 2007.
Nazwa
Polską nazwę podał Stanisław Domański w 1998 r.
Gatunki występujące w Polsce
- Antrodiella faginea Vampola & Pouzar 1996 – jamkóweczka bukowa
- Antrodiella fissiliformis (Pilát) Gilb. & Ryvarden 1987 – jamkóweczka pomarańczowa
- Antrodiella foliaceodentata (Nikol.) Gilb. & Ryvarden 1993 – jamkóweczka blaszkowoząbkowa
- Antrodiella ichnusana Bernicchia, Renvall & Arras 2005[5]
- Antrodiella leucoxantha (Bres.) Miettinen & Niemelä 2006
- Antrodiella onychoides (Egeland) Niemelä 1982 – jamkóweczka janowcowa
- Antrodiella parasitica Vampola 1991 – jamkóweczka pasożytnicza
- Antrodiella romellii (Donk) Niemelä 1982 – jamkóweczka skórkowata
- Antrodiella semisupina (Berk. & M.A. Curtis) Ryvarden 1980 – jamkóweczka półrozpostarta
- Antrodiella serpula (P. Karst.) Spirin & Niemelä 2006 – jamkóweczka żółtawa
- Antrodiella subradula (Pilát) Niemelä & Miettinen 2006

Nazwy naukowe według Index Fungorum. Wykaz gatunków i nazwy polskie według W. Wojewody i innych.